# 昼特急
昼特急（ひるとっきゅう）とは、主にJRバスグループ各社（ジェイアールバス関東・ジェイアール東海バス・西日本ジェイアールバス・JRバス中国）が昼間に運行する長距離高速バス路線の総称である。
いずれの路線も上記JRバスグループ会社が運行する。かつては京福バス・福井鉄道・防長交通・ジェイアール九州バス（当時）でも運行していた。
なお、本項では読みやすさの観点から、以後事業者名の「ジェイアール」を「JR」と略記する。

## 概要
昼間は休んでいる夜行バス「ドリーム号」の車両を昼行便にも有効活用して、車両の稼働率を高める目的で登場した。そのため、車両は一部を除いて「ドリーム号」と同様のダブルデッカー車が使われる。
2001年（平成13年）12月、西日本JRバスとJRバス関東の共同運行により東京駅 - 大阪駅間に「東海道昼特急大阪号」という名称で運行を開始した。ほぼ東海道新幹線の独壇場である東京 - 大阪間に運賃こそ片道6千円と安いものの（夜行便の通常運賃である8,610円より大幅に安く設定された）、所要時間が8時間以上もかかる昼行バス路線の新規開設するということが話題を呼んだ。当初は時間にゆとりのある若者層をターゲットにしていたが、想定していなかった定年を過ぎた年配者にも好評だったため、その後は増便や新規路線の開設に加え、他社の参入もあった。
当初、「東海道昼特急大阪号」は仮称であり、別に正式な愛称を公募していたが、この愛称が好評で、ホームページなどでの公募も中止され、そのまま正式な愛称となった。また、昼特急という名称の発祥である「東海道昼特急大阪号」は2002年（平成14年）度の「日経優秀商品・サービス賞」日経MJ（流通新聞）賞最優秀賞に選定された。

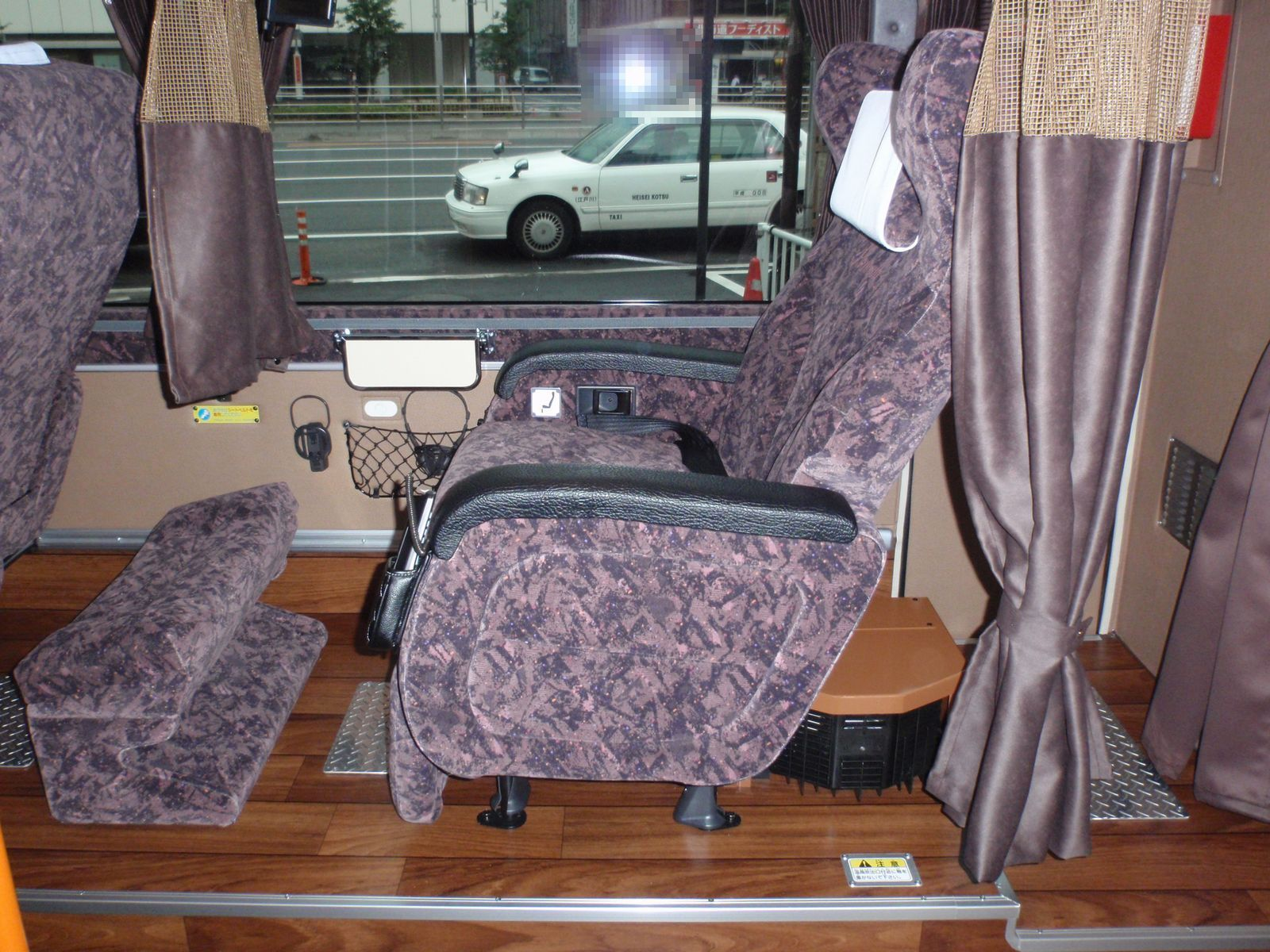
プレミアムシート

2006年（平成18年）6月1日より、「プレミアムドリーム号」の車両の間合い運用で、東京 - 大阪間に「プレミアム昼特急号」の運行を開始した。この便はスーパーシート及びプレミアムシートが設置され、鉄道のグリーン車並みの座席とサービスのため、その分やや高めの運賃設定であるが、それでも東海道新幹線はおろか在来線の普通列車利用（東京都区内 - 大阪市内の普通乗車券=鉄道運賃のみ）と比べても、通常の大人運賃の場合、片道1,210 - 2,210円も安く設定されている。なお、「プレミアム昼特急号」は、2017年4月のダイヤ改正で廃止された。現在デラックス便としては、2014年（平成26年）12月19日より「グランドリーム号」に使用されているハイデッカー車両による「グラン昼特急号」が運行されている。
また、2008年（平成20年）3月17日 - 4月20日の期間限定で、「青春ドリーム号」の車両の間合い運用により、同じく東京 - 大阪間に「青春昼特急号」が運行された。通常の昼特急同様トイレは付いているものの、片側2列の4列シートのため東京 - 大阪間の片道運賃は4,300円となり通常便より1,700円安かった。なお、同年12月19日 - 2009年（平成21年）1月1日・5日 - 12日にも運行され、2019年現在毎日運行されている。
座席は全席指定席で、事前に乗車券を予約・購入する必要がある。乗車券はJRバスなど運行会社の窓口に加えて、インターネット予約サイトの「高速バスネット」などで予約・購入できる。この他、2008年3月1日より「高速バスネット」枠での電話予約・WEB予約いずれの場合でもローソン・ファミリーマートで購入できる。なお、同年7月1日をもって東京 - 京阪神系統は、夜行便のドリーム号と共に「発車オ〜ライネット」での取り扱いを終了した。
なお、ゴールデンウィークや旧盆・年末年始の高速道路の大規模な交通渋滞（所要時間の大幅な増加）が予想される時期や、年1回行われる名神高速道路や東名高速道路のリフレッシュ工事（集中工事）期間中には、遅い時間帯に出発する便を運休し早い時間帯の便にバスを振り向ける（複数台数による運行）措置が取られる。

## 現行の昼特急路線
※各系統の停車停留所など詳細については該当路線のページを参照のこと。
- 東海道昼特急号・グラン昼特急号・青春昼特急号（東京駅・バスタ新宿（新宿駅） - 京都駅・大阪駅・JR難波駅(OCAT)：JRバス関東・西日本JRバス）
- 京阪神昼特急静岡号（静岡駅・東名浜松北 - 大阪駅・USJ：JR東海バス）

運行経路
静岡駅 - 東名静岡 - 東名焼津西 - 東名吉田 - 東名菊川 - 東名掛川 - 東名袋井 - 東名浜松北 ⇔ 京都駅 - 大阪駅JR高速バスターミナル - USJ（ユニバーサル・スタジオ・ジャパン）
路線沿革
- 2004年（平成16年）7月16日 - JR東海バスと西日本JRバスの共同運行で運行開始。当時の運行経路は 静岡駅 - 東名静岡 - 東名吉田 - 東名浜松北 ⇔ 京都深草 - 大阪駅桜橋口 であった。
- 2006年（平成18年）5月31日 - この日限りで廃止。
- 2011年（平成23年）10月1日 - JR東海バスの単独運行で運行再開。新たに東名菊川・東名掛川・東名袋井・東名浜名湖・USJに停車し、大阪駅桜橋口のかわりに大阪駅JR高速バスターミナルに停車。
- 2012年（平成24年）12月1日 - この日の出発便より東名焼津西に停車。
- 2013年（平成25年）3月1日 - この日の出発便より東名豊川・東名本宿に停車。
- 2017年（平成29年）7月13日 - この日の出発便より金城ふ頭駅に停車。
- 2021年（令和3年）12月1日 - 停留所再編。東名浜名湖・東名豊川・東名本宿・金城ふ頭駅・京都深草・千里ニュータウン廃止、京都駅新設。

その他
- クローズド制度のため静岡駅 - 東名浜松北や京都駅 - USJのみの利用はできない。2021年11月30日まで停車していた金城ふ頭駅に限り両方向へ利用できた。
- 東名ハイウェイバス、名神ハイウェイバスと同等の車輌を使用。
- 2020年4月まで東名豊川・東名本宿⇔京都深草にはほの国号（豊鉄バス）も運行しており、本便と競合していた。

- グラン昼特急広島 / 大阪号・青春昼特急広島 / 大阪号（京都駅・大阪駅 - 広島駅：西日本JRバス・中国JRバス）
- 北陸道昼特急大阪号・北陸道グラン昼特急大阪号・北陸道青春昼特急大阪号（大阪駅 - 金沢駅・富山駅：西日本JRバス）
- グラン昼特急出雲号（京都駅・大阪駅 - 松江駅・出雲市駅：中国JRバス）

## 過去に存在した昼特急路線

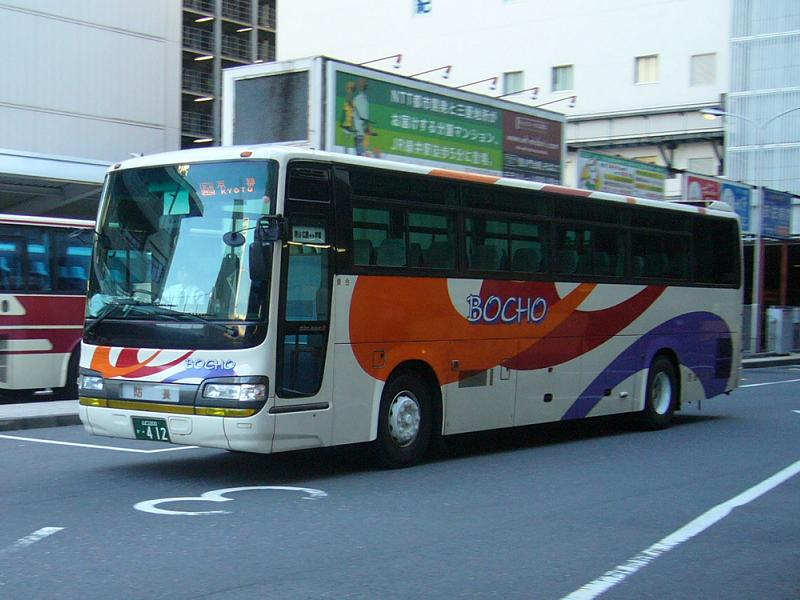
昼特急まいこ号（防長交通）

- 横浜グラン昼特急大阪号(横浜駅-大阪駅：西日本JRバス)…2024年9月1日限りで廃止
- 新宿昼特急金沢号（新宿駅 - 金沢駅：JRバス関東・西日本JRバス）…2006年10月31日限りで廃止
- 昼特急まいこ号（四条河原町・京都駅 - 中筋駅・広島バスセンター・大塚駅 - 徳山駅：防長交通）…2006年11月30日限りで廃止
- 山陽道昼特急博多号（JR難波駅(OCAT)・大阪駅・三ノ宮駅 - 博多駅：西日本JRバス・JR九州バス）…2011年3月31日限りで運行休止
- 北陸道昼特急名古屋号（名古屋駅 - 金沢駅：JR東海バス・西日本JRバス）…2021年11月1日限りで北陸道ハイウェイバス金沢線に統合
- 福井 - 東京線「昼特急」（福井駅 - バスタ新宿・東京駅：京福バス・福井鉄道）…2023年11月30日限りで運行休止

## 乗務員交代について
- 「東海道昼特急号」および「横浜グラン昼特急大阪号」は東名高速道路三ヶ日インターチェンジを降りたところにあるジェイアールバス関東東名三ヶ日支店で、JRバス関東と西日本JRバスとの乗務員交代を行っていた（横浜グラン昼特急大阪号は西日本JRバスの乗務員同士で交代）。なお、2021年10月27日より三ケ日支店→新城支店移転に伴い、新東名高速道路・新城ＩＣの「道の駅もっくる新城」での乗務員交替に変更された（東海道グラン昼特急号・青春昼特急号・横浜グラン昼特急大阪号の３系統）
  - 「中央道昼特急号」は中央道小黒川PAで間で乗務員交代を行っていた。
- 「山陽道昼特急博多号」は、山陽自動車道の沼田PAにて西日本JRバスとJR九州バスとの間で乗務員交代を行っていた。
- 「グラン昼特急広島号/大阪号」は、JRバス中国担当便で山陽自動車道の吉備SAにて広島支店と岡山支店との間で乗務員交代を行う便が存在する。
- 「京阪神昼特急静岡号」は、2012年まで 湾岸長島PAにて、その後は 刈谷PAにて、JR東海バス名古屋支店の乗務員とJR東海バス静岡支店の乗務員が交代していたが、金城ふ頭駅停車開始後は停車時にJR東海バス名古屋支店の乗務員とJR東海バス静岡支店の乗務員が交代していた[3]。なお、2021年12月1日ダイヤ改正により、静岡支店乗務員にて全区間ワンマン運行に変更となる。

これらの乗務員交代により乗務員はそれぞれの出発点へ戻ることができ、効率的な運用が行われている。この交代の際にはハブの点検などの簡単な車両点検を行っている。